# Josef Hinner
Josef Hinner (12. května 1899 Ostrava – 19. srpna 1951 Petřkovice) byl starostou Moravské Ostravy na počátku druhé světové války. V úřadu pracoval pouhý rok.
Narodil se jako třetí dítě ze čtyř v česko-německé rodině. Jeho otec pracoval jako kočí na jámě Jindřich. Pro vzdělávání svého syna rodiče zvolili německé gymnázium, ačkoliv matka doma preferovala češtinu. V roce 1917 Josef Hinner odmaturoval s vyznamenáním, avšak plány na další studium zhatil povolávací rozkaz. Narukoval k 43. regimentu těžkého polního dělostřelectva. Po ukončení války se v listopadu 1918 přihlásil na Německou univerzitu v Praze, kde roku 1923 absolvoval jako právník.
Advokátní praxi získal jako koncipient známého ostravského advokáta, komunisty JUDr. Karla Goliatha. V roce 1925 složil advokátní zkoušky a roku 1927 si otevřel vlastní praxi. Jelikož pocházel ze smíšeného manželství, ovládal plynně český i německý jazyk, proto mohl před soudy zastupovat obě hlavní ostravské národnosti. Už jako koncipient hájil členy komunistické strany a v letech 1926–1928 obhajoval u Krajského soudu v Moravské Ostravě Klementa Gottwalda.
V roce 1930 se stal členem německé křesťansko-sociální strany. Komunální politice se naplno věnoval od roku 1935, kdy byl zvolen do městského zastupitelstva a městské rady. Ačkoliv se pohyboval zejména v německém prostředí (byl např. členem spolku Německý dům), v roce 1937 se oženil s Češkou a v roce 1938 v rámci mobilizace narukoval jako poručík československé armády do ohroženého pohraničí.
Dne 16. března 1939 byl po odvolání Josefa Chalupníka uveden do úřady starosty Moravské Ostravy velitelem nacistických okupačních vojsk generálmajorem Keinerem. Ačkoliv nacisté jásali nad obsazením Němce do čela radnice, bylo ponecháno současné složení úřadu, včetně zastupitelstva, rady a náměstků. Ke změnám došlo až 3. července 1939, kdy říšský protektor rozpustil zastupitelstvo a dosavadní starosta převzal jako vládní komisař pravomoci volených orgánů.
Propagátoři nacismu nelibě nesli, že starosta Hinner neprováděl horlivou výměnu českých úředníků za německé. Navíc s nimi dokonce mluvil česky. Proto v prosinci 1939, kdy onemocněl, provedli kontrolu obsazování funkcí Němci a nalezené nedostatky předložili Hinnerovi po jeho návratu z rekonvalescence dne 18. února 1940. Tyto výtky vedly ke starostově odvolání. Josef Hinner se vrátil ke své advokátní praxi, kdy zastupoval jak Čechy, tak Němce. České klienty hájil převážně u mimořádného soudu, kde byli obviněni z protistátní činnosti.
Ačkoliv Hinner nikdy nepatřil k vyznavačům nacismu a pomohl celé řadě neněmeckých obyvatel Ostravy, byl po osvobození internován. Na svobodu byl propuštěn až v roce 1946. Vzhledem k závažné nemoci nemohl vykonávat žádnou fyzickou práci, jinou však kvůli svému válečnému starostování sehnat nemohl. Nějakou dobu ještě žil u svých příbuzných v Mariánských Horách. Zemřel roku 1951 v Petřkovicích.